# Liga Campionilor EHF Feminin 2021-2022
Liga Campionilor EHF Feminin 2021-22 a fost a 29-a ediție a Ligii Campionilor EHF Feminin, competiția celor mai bune cluburi de handbal feminin din Europa, organizată și supervizată de Federația Europeană de Handbal. 
Câștigătoarea ediției 2021-22 a Liga Campionilor EHF a fost Vipers Kristiansand, acesta fiind al doilea astfel de trofeu obținut de echipa norvegiană.

## Formatul competiției
La fel ca și ediția anterioară, cea din 2021–2022 a început cu o fază preliminară alcătuită din 16 echipe, împărțite în două grupe de câte opt. Partidele s-au desfășurat după sistemul fiecare cu fiecare, cu meciuri pe teren propriu și în deplasare. Primele două echipe din fiecare grupă s-au calificat în sferturile de finală, în timp ce echipele clasate pe locurile 3–6 au jucat într-un playoff.
Fazele eliminatorii au fost alcătuite din patru runde: play-off, sferturi de finală și un turneu Final4, care cuprinde două semifinale și o finală. În sferturile de finală, celor 4 echipe calificate direct din faza grupelor li s-au alăturat cele 4 câștigătoare ale meciurilor din play-off. Cele 8 echipe rezultate au jucat câte două în meciuri pe teren propriu și în deplasare, iar cele patru câștigătoare pe baza scorului general ale acestor meciuri s-au calificat în turneul Final4.
În turneul Final4, semifinalele și finala s-au jucat în câte o singură manșă, în sala MVM Dome.

## Repartizarea echipelor
20 de echipe din 13 țări s-au înscris pentru un loc în faza grupelor competiției înainte de expirarea termenului limită de 21 iunie 2021.
| Echipe campioane (loc asigurat) | Solicitări de wild-card 0 |
| ------------------------------- | ------------------------- |
| RK Podravka Koprivnica          | Team Esbjerg              |
| Odense Håndbold                 | Metz Handball             |
| Brest Bretagne Handball         | SG BBM Bietigheim         |
| Borussia Dortmund               | Storhamar HE              |
| FTC-Rail Cargo Hungaria         | CS Minaur Baia Mare       |
| Győri Audi ETO KC               | Rostov-Don                |
| ŽRK Budućnost                   | DHK Baník Most            |
| Vipers Kristiansand             | RK Krim                   |
| CSM București                   | IK Sävehof                |
| ȚSKA Moscova                    | Kastamonu Bld. GSK        |

Lista finală a celor 16 participante a fost făcută publică de Comitetul Executiv al EHF pe 29 iunie. Deoarece Borussia Dortmund a renunțat să mai joace meciurile împotriva Metz Handball din play-off-ul sezonului anterior, participarea clubului german a fost condiționată de depunerea unei garanții în valoare de 140.000 €, în două tranșe, care să acopere eventuale pierderi financiare cauzate de o nouă eventuală retragere. În cazul în care clubul german nu ar fi depus garanția, echipa ar fi fost înlocuită cu DHK Baník Most.
| Echipe campioane (loc asigurat) | Solicitări de wild-card 0 |
| ------------------------------- | ------------------------- |
| RK Podravka Koprivnica          | ŽRK Budućnost             |
| Odense Håndbold                 | Vipers Kristiansand       |
| Team Esbjerg                    | CSM București             |
| Brest Bretagne Handball         | ȚSKA Moscova              |
| Metz Handball                   | Rostov-Don                |
| Borussia Dortmund               | RK Krim                   |
| FTC-Rail Cargo Hungaria         | IK Sävehof                |
| Győri Audi ETO KC               | Kastamonu Bld. GSK        |

Repartizarea celor 16 echipe în urnele valorice a fost anunțată pe 30 iunie 2021:
| Urna 1                                                                         | Urna a 2-a                                          | Urna a 3-a                                                   | Urna a 4-a                                             |
| ------------------------------------------------------------------------------ | --------------------------------------------------- | ------------------------------------------------------------ | ------------------------------------------------------ |
| FTC-Rail Cargo Hungaria Brest Bretagne HB PGK ȚSKA Moscova Vipers Kristiansand | CSM București ŽRK Budućnost Odense Håndbold RK Krim | Borussia Dortmund Győri Audi ETO KC Metz Handball Rostov-Don | RK Podravka IK Sävehof Kastamonu Bld. GSK Team Esbjerg |

## Faza grupelor
Tragerea la sorți a avut loc pe 2 iulie 2021 la sediul EHF din Viena, Austria. Cele 16 echipe au fost extrase în două grupe de câte opt, cu restricția ca echipele din aceeași țară să nu poată fi extrase în aceeași grupă.
În fiecare grupă, echipele au jucat una împotriva celeilalte după sistemul fiecare cu fiecare, cu meciuri pe teren propriu și în deplasare. 
| Modul de departajare |
| --- |
| În faza grupelor echipele au fost departajate pe bază de punctaj (2 puncte pentru victorie, 1 punct pentru meci egal, 0 puncte pentru înfrângere). La terminarea fazei grupelor, dacă două sau mai multe echipe dintr-o grupă au acumulat același număr de puncte, atunci departajarea lor s-a făcut conform capitolului 4.3, secțiunea 4.3.1.1 din regulament, ținând cont de următoarele criterii și în următoarea ordine: 1. Cel mai mare număr de puncte obținute în meciurile directe; 2. Golaveraj superior în meciurile directe; 3. Cel mai mare număr de goluri înscrise în meciurile directe (sau în meciul din deplasare, în cazul sistemului tur-retur); 4. Golaveraj superior în toate meciurile din grupă; 5. Cel mai bun golaveraj pozitiv în toate meciurile din grupă; Regulamentul preciza că, dacă folosind criteriile de mai sus va fi determinat locul uneia din echipele cu punctaj egal, criteriile vor fi din nou folosite în aceeași ordine până va fi determinat locul tuturor echipelor. În situația în care echipele ar fi rămas la egalitate și după folosirea criteriilor de mai sus, atunci Federația Europeană de Handbal urma să ia o decizie de departajare prin tragere la sorți. În timpul fazei grupelor, doar criteriile 4–5 s-au aplicat pentru a determina clasamentul provizoriu al echipelor. |

### Grupa A
| Loc | Echipa                  | MJ | V  | E | Î  | GM  | GP  | DG   | Pct | Calificare           |
| --- | ----------------------- | -- | -- | - | -- | --- | --- | ---- | --- | -------------------- |
| 1   | Team Esbjerg            | 14 | 10 | 3 | 1  | 412 | 346 | +66  | 23  | Sferturile de finală |
| 2   | Rostov-Don              | 14 | 10 | 1 | 3  | 362 | 302 | +60  | 21  | Sferturile de finală |
| 3   | FTC-Rail Cargo Hungaria | 14 | 8  | 3 | 3  | 378 | 372 | +6   | 19  | Playoff              |
| 4   | Brest Bretagne Handball | 14 | 8  | 1 | 5  | 392 | 365 | +27  | 17  | Playoff              |
| 5   | CSM București           | 14 | 7  | 1 | 6  | 365 | 342 | +23  | 15  | Playoff              |
| 6   | Borussia Dortmund       | 14 | 4  | 1 | 9  | 391 | 399 | −8   | 9   | Playoff              |
| 7   | ŽRK Budućnost           | 14 | 3  | 0 | 11 | 337 | 407 | −70  | 6   | Eliminate            |
| 8   | RK Podravka             | 14 | 1  | 0 | 13 | 334 | 438 | −104 | 2   | Eliminate            |

### Grupa B
| Loc | Echipa              | MJ | V  | E | Î  | GM  | GP  | DG   | Pct | Calificare           |
| --- | ------------------- | -- | -- | - | -- | --- | --- | ---- | --- | -------------------- |
| 1   | Győri Audi ETO KC   | 14 | 13 | 0 | 1  | 471 | 354 | +117 | 26  | Sferturile de finală |
| 2   | Vipers Kristiansand | 14 | 10 | 0 | 4  | 435 | 370 | +65  | 20  | Sferturile de finală |
| 3   | Metz Handball       | 14 | 9  | 1 | 4  | 413 | 375 | +38  | 19  | Playoff              |
| 4   | PGK ȚSKA Moscova    | 14 | 7  | 2 | 5  | 375 | 372 | +3   | 16  | Playoff              |
| 5   | Odense Håndbold     | 14 | 7  | 1 | 6  | 405 | 386 | +19  | 15  | Playoff              |
| 6   | RK Krim             | 14 | 4  | 2 | 8  | 362 | 381 | −19  | 10  | Playoff              |
| 7   | IK Sävehof          | 14 | 3  | 0 | 11 | 351 | 461 | −110 | 6   | Eliminată            |
| 8   | Kastamonu Bld. GSK  | 14 | 0  | 0 | 14 | 349 | 462 | −113 | 0   | Eliminată            |

## Fazele eliminatorii

### Playoff
| Echipa 1          | Scor gen. | Echipa 2                | Tur          | Retur       |
| ----------------- | --------- | ----------------------- | ------------ | ----------- |
| RK Krim           | 55 – 52   | FTC-Rail Cargo Hungaria | 33 – 26      | 22 – 26     |
| Borussia Dortmund | 41 – 62   | Metz Handball           | 22 – 30      | 19 – 32     |
| Odense Håndbold   | 51 – 53   | Brest Bretagne Handball | 25 – 24      | 26 – 29     |
| CSM București     | 20 – 0    | PGK ȚSKA Moscova        | 26–27 martie | 2–3 aprilie |

### Sferturile de finală
| Echipa 1                | Scor gen. | Echipa 2            | Tur           | Retur   |
| ----------------------- | --------- | ------------------- | ------------- | ------- |
| CSM București           | 52 – 53   | Team Esbjerg        | 25 – 26       | 27 – 27 |
| Brest Bretagne Handball | 44 – 56   | Győri Audi ETO KC   | 21 – 21       | 23 – 35 |
| Metz Handball           | 20 – 0    | Rostov-Don          | 30 apr.–1 mai | 7–8 mai |
| RK Krim                 | 49 – 65   | Vipers Kristiansand | 25 – 32       | 24 – 33 |

### Final four
Câștigătoarele sferturilor de finală s-au calificat în turneul Final four. Acesta a fost găzduit de sala MVM Dome din Budapesta, Ungaria, pe 4 și 5 iunie 2022. Tragerea la sorți pentru distribuția echipelor în semifinale a avut loc pe 10 mai 2022.

### Echipele calificate
- Metz Handball
- Győri Audi ETO KC
- Vipers Kristiansand
- Team Esbjerg

|  | Semifinalele Sala MVM Dome, Budapesta | Semifinalele Sala MVM Dome, Budapesta |                   |    | Finala Sala MVM Dome, Budapesta | Finala Sala MVM Dome, Budapesta |
|  |                                       |                                       |                   |    |                                 |                                 |
|  | 4 iunie 2022                          |                                       |                   |    |                                 |                                 |
|  |                                       |                                       |                   |    |                                 |                                 |
|  | Győri Audi ETO KC                     | 37                                    |                   |    |                                 |                                 |
|  | Győri Audi ETO KC                     | 37                                    | 5 iunie 2022      |    |                                 |                                 |
|  | Team Esbjerg                          | 27                                    |                   |    |                                 |                                 |
|  | Team Esbjerg                          | 27                                    | Győri Audi ETO KC | 31 |                                 |                                 |
|  | 4 iunie 2022                          |                                       | Győri Audi ETO KC | 31 |                                 |                                 |
|  |                                       | Vipers Kristiansand                   | 33                |    |                                 |                                 |
|  | Metz Handball                         | Vipers Kristiansand                   | 33                | 27 |                                 |                                 |
|  | Metz Handball                         |                                       |                   | 27 |                                 |                                 |
|  | Vipers Kristiansand                   | 33                                    |                   |    |                                 |                                 |
|  | Vipers Kristiansand                   | 33                                    | Finala mică       |    |                                 |                                 |
|  |                                       |                                       |                   |    |                                 |                                 |
|  | 5 iunie 2022                          |                                       |                   |    |                                 |                                 |
|  |                                       |                                       |                   |    |                                 |                                 |
|  | Team Esbjerg                          | 26                                    |                   |    |                                 |                                 |
|  | Team Esbjerg                          | 26                                    |                   |    |                                 |                                 |
|  | Metz Handball                         | 32                                    |                   |    |                                 |                                 |

## Clasamentul marcatoarelor
Actualizat pe 5 iunie 2022
| Poz. | Nume              | Echipă                   | Goluri |
| ---- | ----------------- | ------------------------ | ------ |
| 1    | Cristina Neagu    | CSM București            | 110    |
| 2    | Nora Mørk         | Vipers Kristiansand      | 107    |
| 3    | Henny Reistad     | Team Esbjerg             | 104    |
| 4    | Helene Fauske     | Brest Bretagne Handball  | 87     |
| 4    | Jamina Roberts    | IK Sävehof               | 87     |
| 6    | Jovanka Radičević | Kastamonu Belediyesi GSK | 86     |
| 7    | Alina Grijseels   | Borussia Dortmund        | 84     |
| 8    | Kristine Breistøl | Team Esbjerg             | 83     |
| 9    | Angela Malestein  | FTC-Rail Cargo Hungaria  | 81     |
| 9    | Matea Pletikosić  | ŽRK Budućnost            | 81     |

## Premiile competiției
Echipa ideală și celelalte premii ale ediției 2021-2022 a Ligii Campionilor au fost anunțate pe 3 iunie 2022, iar cea mai bună jucătoare a turneului pe 5 iunie.
| Echipa ideală                   | Echipa ideală         | Echipa ideală           |
| Post                            | Handbalistă           | Club                    |
| ------------------------------- | --------------------- | ----------------------- |
| Portar                          | Laura Glauser         | Győri Audi ETO KC       |
| Extremă dreapta                 | Angela Malestein      | FTC-Rail Cargo Hungaria |
| Inter dreapta                   | Nora Mørk             | Vipers Kristiansand     |
| Centru                          | Stine Bredal Oftedal  | Győri Audi ETO KC       |
| Inter stânga                    | Cristina Neagu        | CSM București           |
| Extremă stânga                  | Sanna Solberg-Isaksen | Team Esbjerg            |
| Pivot                           | Linn Blohm            | Győri Audi ETO KC       |
| Alte premii                     |                       |                         |
| MVP                             | Markéta Jeřábková     | Vipers Kristiansand     |
| Cea mai bună apărătoare         | Kari Brattset Dale    | Győri Audi ETO KC       |
| Cea mai bună tânără handbalistă | Pauletta Foppa        | Brest Bretagne Handball |
| Cel mai bun antrenor            | Ambros Martín         | Győri Audi ETO KC       |